# Arthur Allman Bullock
Arthur Allman Bullock, född den 8 februari 1906 i Grimsby, död den 24 oktober 1980 i Kew, var en brittisk botaniker.
Han arbetade vid herbariet vid Royal Botanic Gardens i Kew mellan 1929 och 1968. Bullocks specialområde var växter från Sydafrika, Madagaskar och Maskarenerna samt växtfamiljen oleanderväxter.
Auktorsnamnet Bullock kan användas för Arthur Allman Bullock i samband med ett vetenskapligt namn inom botaniken; se Wikipediaartiklar som länkar till auktorsnamnet.